# (27776) Cortland
(27776) Cortland (1992 DH1) – planetoida z grupy pasa głównego asteroid okrążająca Słońce w ciągu 2,66 lat w średniej odległości 1,92 j.a. Odkryta 25 lutego 1992 roku.